# Stanisław Morgalla
Stanisław Morgalla SJ (ur. 26 grudnia 1967 w Rybniku) – jezuita, psycholog, profesor Papieskiego Uniwersytetu Gregoriańskiego w Rzymie.

## Wybrane publikacje
- Dojrzałość osobowościowa i religijna ISBN 83-89631-54-7
- Miłość do kwadratu. Poradnik dla nieprzystosowanych (2009) ISBN 978-83-7505-309-8
- Duchowość daru z siebie ISBN 978-83-7505-468-2